# Vũ Thị Ngọc Hà
Vũ Thị Ngọc Hà (* 21. Mai 2000) ist eine vietnamesische Leichtathletin, die im Weit- und Dreisprung an den Start geht.

## Sportliche Laufbahn
Erste Erfahrungen bei internationalen Wettbewerben sammelte Vũ Thị Ngọc Hà im Jahr 2018, als sie bei den Juniorenasienmeisterschaften in Gifu mit einer Weite von 13,22 m die Goldmedaille im Dreisprung gewann. Im Jahr darauf gelangte sie bei den Südostasienspielen in Capas mit 13,43 m auf Rang vier und 2022 siegte sie bei den Südostasienspielen in Hanoi mit 6,39 m im Weitsprung und gewann im Dreisprung mit 13,52 m die Silbermedaille hinter der Thailänderin Parinya Chuaimaroeng. Die Medaillen wurden ihr nachträglich wegen eines Dopingvergehens aberkannt und sie wurde für 16 Monate gesperrt. 2025 verpasste sie bei den Asienmeisterschaften in Gumi mit 5,99 m den Finaleinzug im Weitsprung.
2020 wurde Vũ vietnamesische Meisterin im Weitsprung sowie 2021 im Dreisprung.

## Persönliche Bestleistungen
- Weitsprung: 6,05 m (+0,1 m/s), 26. Mai 2019 in Taipeh
- Dreisprung: 13,53 m (+0,8 m/s), 25. Mai 2019 in Taipeh (vietnamesischer U20-Rekord)